# Gare de triage de Badan
La gare de triage de Badan est une gare de triage ferroviaire française située à Badan, quartier de la ville de Grigny-sur-Rhône, dans la métropole de Lyon.
Associé à un dépôt, le triage été créé par la Compagnie des chemins de fer de Paris à Lyon et à la Méditerranée (PLM) avant d'être repris par la Société nationale des chemins de fer français (SNCF). Il était, avec le triage de Chasse-sur-Rhône, le seul triage au sud de Lyon. Ses activités sont remplacées en partie par la gare de triage de Sibelin.

## Situation ferroviaire
La gare de triage de Badan est située sur la rive droite du Rhône sur la ligne de Moret - Veneux-les-Sablons à Lyon-Perrache.
Cet ensemble ferroviaire est relié à :
- la ligne de Paris-Lyon à Marseille-Saint-Charles, en empruntant le raccordement de Badan (poste 1) à Chasse-sur-Rhône (poste 3)
- la ligne de Givors-Canal à Chasse-sur-Rhône, par le viaduc de la Méditerranée ;
- la ligne de Givors-Canal à Grezan et la ligne de Paray-le-Monial à Givors-Canal, par emprunt du raccordement de Badan (poste 3) à Badan (poste 1).

## Histoire
Le triage fut bombardé, notamment par l'aviation britannique alliée le 27 juillet 1944 vers la fin de la Seconde Guerre mondiale. Un odonyme local (Rue du 27-Juillet-1944) rappelle cet évènement.

## Caractéristiques
Le triage avait pour fonction l'organisation des trains de marchandises arrivant par les lignes de : Saint-Étienne - Givors, Lozanne - Tassin - Brignais et Le Teil - Peyraud - Givors.

## Dépôt de Badan
Au sein du triage, il existait depuis 1881, un dépôt de locomotives contenant deux rotondes aujourd'hui disparues :
- une rotonde construite en pierre et munie d'une coupole couvrant la plaque tournante, construite en 1905 ;
- une rotonde en béton armé, construite en 1945.

Une seule rotonde subsiste mais est à l'abandon, à la suite de la fermeture des « ateliers de Badan ».